# Angela Sarafyan
Angela Sarafyan, a volte accreditata come Angela Sarafian (armeno Անժելա Սարաֆյան; Erevan, 30 giugno 1983), è un'attrice armena naturalizzata statunitense.

## Biografia
Nata ad Erevan, nell'allora Armenia sovietica, nel 1983, emigra al seguito della famiglia negli Stati Uniti d'America quando aveva appena quattro anni. Suo padre, Grigor Sarafyan, è un attore, cosa che la spinse ad interessarsi alla recitazione come ambito lavorativo fin dalla giovane età. Si è formata presso l'Actor's Studio, dove ha studiato recitazione per tre anni, e debutta nel 2000 con un piccolo ruolo in un episodio della serie televisiva Giudice Amy. In seguito colleziona numerose apparizioni in produzioni televisive, come Buffy l'ammazzavampiri, The Shield, 24, CSI: NY e The Mentalist. Appare anche nel videoclip del singolo Stronger di Britney Spears.
Al cinema debutta nel 2004, recitando nel film The Last Run, e nel corso degli anni recita in produzioni per lo più indipendenti. Nel 2008 recita nel film The Informers - Vite oltre il limite, diretto da Gregor Jordan e tratto dalla raccolta di brevi racconti Acqua dal sole di Bret Easton Ellis. Nel 2010 fa parte del cast principale della serie televisiva La strana coppia, con Bradley Whitford e Colin Hanks. 
Nel 2012 ottiene il ruolo della vampira egiziana Tia nel film The Twilight Saga: Breaking Dawn - Parte 2. Si fa notare al fianco di Marion Cotillard e Joaquin Phoenix in C'era una volta a New York e ne Il potere dei soldi, con Liam Hemsworth e Gary Oldman. Nel 2016 fa parte del cast principale della serie, targata HBO, Westworld - Dove tutto è concesso.

## Filmografia

### Cinema
- The Last Run, regia di Jonathan Segal (2004)
- Halfway Decent, regia di Alan Berger (2005)
- Kabluey, regia di Scott Prendergast (2007)
- On the Doll, regia di Thomas Mignone (2007)
- A Beautiful Life, regia di Alejandro Chomski (2008)
- The Informers - Vite oltre il limite (The Informers), regia di Gregor Jordan (2008)
- Fault Line, regia di Lucas Elliot Eberl (2009)
- Repo Chick, regia di Alex Cox (2009)
- Love Hurts, regia di Barra Grant (2009)
- American Animal, regia di Matt D'Elia (2011)
- A Good Old Fashioned Orgy, regia di Alex Gregory e Peter Huyck (2011)
- Speed Demons, regia di Daniel Garcia (2012)
- The Twilight Saga: Breaking Dawn - Parte 2 (The Twilight Saga: Breaking Dawn - Part 2), regia di Bill Condon (2012)
- Lost and Found in Armenia, regia di Gor Kirakosian (2012)
- Noise Matters, regia di Matias Masucci (2013)
- C'era una volta a New York (The Immigrant), regia di James Gray (2013)
- Il potere dei soldi (Paranoia), regia di Robert Luketic (2013)
- Never, regia di Brett Allen Smith (2014)
- 1915, regia di Garin Hovannisian e Alec Mouhibian (2015)
- Me Him Her, regia di Max Landis (2015)
- Me You and Five Bucks, regia di Jaime Zevallos (2015)
- La legge dei narcos (Mercury Plains), regia di Charles Burmeister (2016)
- The Promise, regia di Terry George (2016)
- Ted Bundy - Fascino criminale (Extremely Wicked, Shockingly Evil and Vile), regia di Joe Berlinger (2019)
- Caged, regia di Aaron Fjellman (2020)
- Frammenti dal passato - Reminiscence (Reminiscence), regia di Lisa Joy (2021)
- G20, regia di Patricia Riggen (2025)
- Superman, regia di James Gunn (2025)

### Televisione
- Giudice Amy (Judging Amy) – serie TV, 1 episodio (2000)
- Buffy l'ammazzavampiri (Buffy the Vampire Slayer) – serie TV, 1 episodio (2002)
- Paranormal Girl – film TV (2002)
- The Shield – serie TV, 1 episodio (2004)
- The Division – serie TV, 2 episodi (2004)
- Wanted – serie TV, 1 episodio (2005)
- A sud del Paradiso (South of Nowhere) – serie TV, 1 episodio (2006)
- 24 – serie TV, 1 episodio (2006)
- CSI: NY – serie TV, 1 episodio (2006)
- Lincoln Heights - Ritorno a casa (Lincoln Heights) – serie TV, 1 episodio (2007)
- Cold Case - Delitti irrisolti (Cold Case) – serie TV, episodio 4x21 (2007)
- In Plain Sight - Protezione testimoni (In Plain Sight) – serie TV, 2 episodi (2008)
- The Mentalist – serie TV, 1 episodio (2008)
- Ernesto – film TV (2008)
- Hot Sluts – serie TV, 5 episodi (2009)
- Eastwick – serie TV, 1 episodio (2009)
- Childrens Hospital – serie TV, 1 episodio (2010)
- La strana coppia (The Good Guys) – serie TV, 7 episodi (2010)
- Criminal Minds – serie TV, 1 episodio (2011)
- Nikita – serie TV, 1 episodio (2011)
- Let's Big Happy – serie TV, 3 episodi (2012)
- Law & Order - Unità vittime speciali (Law & Order: Special Victims Unit) – serie TV, 1 episodio (2012)
- I Am Victor – film TV (2013)
- Blue Bloods – serie TV, 1 episodio (2014)
- American Horror Story – serie TV, episodi 4x11-4x12 (2015)
- Westworld - Dove tutto è concesso (Westworld) – serie TV, 21 episodi (2016-2022)
- La casa nella palude (A House on the Bayou), regia di Alex McAulay – film TV (2021)

### Videogiochi
- Telling Lies (2019)

## Doppiatrici italiane
Nelle versioni in italiano delle
Opere in cui ha recitato, Angela Sarafyan è stata doppiata da:
- Mattea Serpelloni in American Horror Story, Westworld - Dove tutto è concesso, Ted Bundy - Fascino criminale
- Giorgia Brasini ne Il potere dei soldi
- Sara Ferranti in Buffy l'ammazzavampiri
- Rossella Acerbo in CSI: NY
- Antonella Baldini in Cold Case - Delitti irrisolti
- Laura Latini in The Mentalist
- Ilaria Latini in Criminal Minds
- Angela Brusa in Blue Bloods
- Benedetta Ponticelli in The Promise
- Beatrice Caggiula ne La casa nella palude
- Chiara Gioncardi in G20
- Giulia Santilli in Superman